# Miss Perú Universo 2017
Miss Perú Universo 2017 fue la 65.ª edición del certamen de belleza Miss Perú. 
La gala se realizó el 24 de septiembre de 2017 en la ciudad de Lima y al final del evento, Valeria Piazza (Miss Perú Universo 2016), coronó a Prissila Howard ganadora y sucesora que representará a Perú en el certamen de Miss Universo 2017 que se llevará a cabo en Las Vegas, Estados Unidos.

## Miss Perú Universo 2017
Debido a que el concurso nacional está retrasado en cuestión a la fecha que tienen pautada para escoger nueva reina Jessica Newton presidente de la organización «Miss Perú» y en acuerdo con la organización Miss Universo han decidido que la elección de la representante al Miss Universo de este año será escogida de manera interna la cual se le otorgó  a Prissila Howard 1.ª finalista del Miss Perú Universo 2016 para representar a Perú en el Miss Universo 2017 y así queda actualizada la tabla de posiciones del Miss Perú Universo 2017.

## Resultados
| Título                          | Candidata                         |
| Miss Perú Universo 2017         | - Piura - Prissila Howard         |
| Miss Grand Perú 2017            | - USA Perú - María José Lora      |
| Miss Perú Hispanoamericana 2017 | - Jesús María - Lorena Larriviere |

## Candidatas
- 150 candidatas de todos los departamentos de Perú tienen el sueño de ir por la corona del Miss Perú Universo 2017  , de las cuales solo quedaran 51 en competencia y posteriormente 30.

| Nº                                               | Nombre                         | Edad | Departamento | Estudio/Profesión                         |
| ------------------------------------------------ | ------------------------------ | ---- | ------------ | ----------------------------------------- |
| Finalistas TOP 30 (Tercera Ronda de Eliminación) |                                |      |              |                                           |
| 9                                                | Fabiola Díaz Zubiate           | 25   | Lima         | Estudiante de Ciencias de la Comunicación |
| 17                                               | Melina Machuca                 | 25   | Cajamarca    | DJ                                        |
| 26                                               | Camila Canicoba                |      | Callao       | Estudia Economía y Finanzas               |
| 31                                               | Kristel Aranda                 | 25   | Lima         | Estudiante de Arqueología                 |
| 46                                               | Bélgica Guerra                 | 23   | Ica          | Licenciada en Marketing                   |
| 34                                               | Kelin Rivera Kroll             | 23   | Arequipa     | Modelo Profesional                        |
| 23                                               | Pierina Melendrez              | 25   | Tumbes       | Modelo Profesional                        |
| 15                                               | Karen Cueto                    |      |              |                                           |
| 33                                               | Susan Rodríguez de La Paz      | 27   | Lima         | Modelo Profesional                        |
| 18                                               | Francesca Chávez               | 26   | Lima         | Aviadora Comercial                        |
| 30                                               | Alejandra Resnikowski          | 24   | Cuzco        | Modelo Profesional                        |
| 49                                               | Deyaneira Reyes                |      |              |                                           |
| 10                                               | María José "Majo" Lora         | 27   | Trujillo     | Modelo Profesional                        |
| 16                                               | Jessica McFarlane              |      |              |                                           |
| 5                                                | Melodi Calderon                | 25   | La Libertad  | Bachiller en Contabilidad                 |
| 37                                               | Estefanía León Batievsky       | 23   | Lima         | Publicista                                |
| 20                                               | Alejandra Chávez               | 24   | Lima         | Nutricionista                             |
| 1                                                | Luciana Fernández              | 24   | Huánuco      | Estudiante de Marketing                   |
| 14                                               | Romina Lozano                  | 20   | Callao       | Estudiante de Nutrición                   |
| 29                                               | Almendra Marroquin             |      |              |                                           |
| 44                                               | Diana Marcela Rengifo Valencia | 26   | Ucayali      | Modelo Profesional                        |
| 35                                               | Vania Osusky Elías             | 19   | Tacna        | Estudiante de Derecho                     |
| 6                                                | Pilar Orue                     |      |              |                                           |
| 28                                               | Juana Acevedo                  |      |              |                                           |
| 22                                               | Samantha Batallanos            | 23   | Lima         | Modelo Profesional                        |
| 11                                               | Alessandra Bonnelli            | 26   | Lima         | Modelo Profesional                        |
| 47                                               | Natalia Elejalde Farfán        | 22   | Lima         | Estudiante de Medicina                    |
| 13                                               | Noelia Castro                  |      |              |                                           |
| 2                                                | María José Seminario           | 24   | Lima         | Estudiante de Medicina en Cardiología     |
| 7                                                | Andrea Moberg                  | 22   | Loreto       | Periodista                                |
| Finalistas TOP 51 (Segunda Ronda de Eliminación) |                                |      |              |                                           |
| 3                                                | Sheyrin Pasache                |      | Piura        |                                           |
| 4                                                | Alexandra Morillo              |      |              |                                           |
| 8                                                | Geraldine Aguirre              | 25   | Lima         | Modelo Profesional                        |
| 12                                               | Alexandra Herrada              | 23   | San Martín   | Diseñadora de Modas                       |
| 19                                               | Nhataly Terrones               |      |              |                                           |
| 21                                               | Daniella Marcionelli           | 21   | Lima         | Estudiante de Ciencias de la Comunicación |
| 24                                               | Consuelo Atoche                |      |              |                                           |
| 25                                               | Talmeyab Ríos                  | 19   | Ucayali      | Estudiante de Psicología                  |
| 27                                               | Mariana Abad                   | 21   | Callao       | Estudiante de Negocios                    |
| 32                                               | Arian Ruiz                     |      |              |                                           |
| 36                                               | Pamela Navarro                 |      |              |                                           |
| 38                                               | Valeria Vojvodich              | 18   |              | Estudiante de Derecho                     |
| 39                                               | Fiorella Rosales               |      |              |                                           |
| 40                                               | Andrea Torrez                  |      |              |                                           |
| 41                                               | Diana Saavedra                 | 22   | Tarapoto     | Técnico Informático                       |
| 42                                               | Astrid Droulez                 | 18   |              |                                           |
| 43                                               | Daniela Mosquera Mosquera      | 18   | Junín        | Estudiante de Administración de RRHH      |
| 45                                               | Valeria Arata                  | 23   | Lima         | Lic. en Ciencias de la Comunicación       |
| 48                                               | Cinthia de la Heras            |      |              |                                           |
| 50                                               | Estephany Roca                 |      | Lima         | Estudia Ciencias de la Comunicación       |
| 51                                               | Rebeca Ravina                  | 23   | Lima         | Estudiante de Contabilidad                |

## Datos acerca de las candidatas
- Algunas de las delegadas del Miss Perú Universo 2017 han participado, o participarán, en otros certámenes de importancia regionales, nacionales e internacionales:
  - Kelin Rivera, representó a Perú en el Reina Hispanoamericana 2013[4] en Bolivia, no clasificó entre las finalistas pero el un título previo de Miss Elegancia, en el 2016 participó en Miss World University 2016 en cual Resultó ganadora.
  - Diana Rengifo, en el 2014 fue coronada como Miss Perú Continentes Unidos 2014  y representó a Perú en el Miss Continentes Unidos 2014 en Ecuador en cual le fue sin éxito.
  - Natalia Elejalde  ella es Chica Look Cyzone 2015.
  - Alejandra Chavez fue Miss Perú International 2011 en el cual no logró posicionarse dentro de las finalistas.
  - Vania Osusky es Reina Tacna Universo 2017
  - Fabiola Diaz fue Miss Iquitos 2011 y Srta Confraternidad Amazónica 2011.
  - Mariana Abad es Miss Perú Usa 2017.
  - Consuelo Atoche es Miss Perú Puno 2017.
  - Daniela Mosquera es Miss Junín 2016 y Miss Perú Turismo 2016.
  - Susan Rodriguez fue Miss Loreto España 2016 y es Miss Perú Universo España 2017.
  - Romina Lozano es Miss Perú Callao 2017.
  - Diana Saavedra participó en Elite Model Look Peru 2016, cual quedó entre las finalistas.
- Debuts, regresos y retiros en el Miss Perú Universo 2017:
  - Kelin Rivera es hermana de la Miss Perú Mundo 2013-2014 Sofía Rivera y anteriormente participó en el Miss Perú 2012 donde resultó de Segunda Finalista representando a Junín.
  - Diana Rengifo, fue Miss Uyacali 2011, participó en el Miss Perú 2012/13 en cual se ubicó en el Top 12.
  - Samantha Batallanos  participó en el Miss Perú 2012.
  - Fabiola Diaz fue Miss Loreto 2012 y participó sin éxito en el Miss Perú Universo 2012 y el Miss Perú Mundo 2013-2014.
  - Mariana Abad  se retiró de la competencia por motivos personales.